# Blue Crane Route
La municipalité locale de Blue Crane Route est une municipalité locale du district de Sarah Baartman dans la Province du  Cap-Oriental en Afrique du Sud.
Son nom a été donné en référence à l'oiseau national d'Afrique du Sud, la grue de paradis dont le nom anglais est Blue Crane. La grue de paradis est une espèce endémique du pays qui abrite plus de 99 % de la population recensée de l'espèce.
D'après le recensement effectué en 2011 , sa population est composée, selon la nomenclature du pays, de 47,31 % de noirs, 41,34 % de métis, 11,35 % de blancs et d'une proportion nulle d'indiens.

## Principales villes
Le recensement national sud-africain de 2011 divise la municipalité selon les localités suivantes :
| Ville, villages et townships | Code   | Population | Langue principalement parlée |
| ---------------------------- | ------ | ---------- | ---------------------------- |
| Cookhouse                    | 262005 | 5 707      | IsiXhosa                     |
| Khayanisho                   | 262002 | 1 081      | IsiXhosa                     |
| KwaNojoli                    | 262004 | 5 206      | IsiXhosa                     |
| Pearston                     | 262001 | 3 435      | Afrikaans                    |
| Somerset East                | 262003 | 13 619     | Afrikaans                    |
| Zone rurale                  | 262006 | 6 954      | Afrikaans                    |